# Александро-Невский храм (Красный Сулин)
Александро-Невский храм  —  православный храм в городе Красный Сулин,  Шахтинской и Миллеровской епархии, Сулинское благочиние, Московского Патриархата Русской Православной Церкви.
Адрес храма: Ростовская обл., Красносулинский район, г. Красный Сулин, ул. Первомайская, 3 (территория школы №4).

## История
В целях духовного окормления прихожан Сулиновского заводского поселения и окружающих хуторов 5 марта 1898 года на имя Архиепископа Донского и Новочеркасского было написано прошение о постройке в Сулиновском заводском поселении храма. К прошению было приложены чертежи от управляющего «чугунолитейным и железоделательным заводом» Петра Пастухова. В прошении было сказано, что «необходимость постройки Храма является очевидной, как вследствие постоянного роста населения при заводе, достигающего в настоящее время пяти тысяч человек, так и вследствие отдалённости от завода ближайшего храма».
Чугунолитейный и железоделательный завод в это время находился на территории, называвшейся тогда Область Войска Донского, занимавшей современные Ростовскую и Волгоградскую области Российской Федерации.  Потомственный Почётный Гражданин, владелец Сулинского металлургического завода Николай Петрович Пастухов,  использовал два участка войсковой земли по контракту, который он заключил с администрацией 17 августа 1892 года. Церковь в поселении Николай Петрович Пастухов решил строить на собственные средства. После окончания аренды земли построенный храм должен был перейти в собственность Войска Донского. В 1898 году строительство каменного храма одобрили члены Донской Духовной Консистории. План постройки церкви был подписан Епархиальным Архитектором, который должен был наблюдать за строительством.
Строительство каменного храма продолжалось до 1900 года, когда он был освящен. Построенный  Александро-Невский храм вмещал до 1000 человек молящихся. Строительство храма, содержание клира проходило на средства счёт средств Н. П. Пастухова.
Рядом с храмом были сооружены хозяйственные пристройки, сохранились в настоящее время. Рядом с храмом была построена и функционировала церковно – приходская школа. В ней обучались дети, родители которых работали на чугунолитейном и железоделательном заводе Николая Пастухова. В школе преподавали священнослужители храма Александра Невского.
Храм просуществовал с 1900 по 1931 год.  В свое время (около 1912г.) в Храме служили Иоанн Александров и Савва Поляков. Службы продолжались и после 1917 года до 20-х годов XX века. Потом храм был закрыт. Храм постепенно ветшал и был частично разрушен. В годы Великой Отечественной войны на здание церкви упала и взорвалась бомба. После освобождения поселения советскими войсками храм  был разграблен и вскоре разобран.
В настоящее время постройки, оставшиеся от старого храма находятся на территории школы №4 города Красный Сулин. В городе во временном храме вновь открыт православный приход в честь святого благоверного князя Александра-Невского, работает воскресная школа, проводятся работы по восстановлению храма.

## Духовенство
Настоятель Александро-Невского храма г. Красный Сулин — иерей Сергий Столяров.